# Guillermo II de Apulia
Guillermo II (1095-julio de 1127), hijo y sucesor de Roger Borsa, fue duque de Apulia desde el año 1111 hasta su fallecimiento. 
En la opinión de sus contemporáneos, era buen guerrero y caballero. Por eso, fue considerado un buen gobernante y fue popular también. Sin embargo, la opinión de historiografía moderna no es tan simpática. En varios conflictos con sus vasallos, especialmente Jordán de Ariano, Guillermo necesitó la ayuda de Roger II de Sicilia, su primo. Guillermo tuvo que abandonar sus tierras en Calabria, Palermo, y Mesina a Roger por su asistencia sostenida.